# MySQLi
MySQLi (MySQL Improved) er et database API til PHP. MySQLi er det ene af to indbyggede alternativer til PHPs traditionelle MySQL API.